# أبو صوير
أبو صوير إحدى قرى مركز أبو صوير التابع لمحافظة الإسماعيلية بجمهورية مصر العربية.